# Тежмач
Тежмач (ительм. Тыжмаучь) — река на полуострове Камчатка в России.
Длина реки — 32 км. Протекает по территории Соболевского района Камчатского края. Впадает в Охотское море.

## Данные водного реестра
По данным государственного водного реестра России относится к Анадыро-Колымскому бассейновому округу.
Код объекта в государственном водном реестре — 19080000212120000027935.